# Aaronsohnia factorovskyi
Aaronsohnia factorovskyi Warb. & Eig – gatunek rośliny należący do rodziny astrowatych (Compositae Gis.). Występuje naturalnie w Izraelu.

## Rozmieszczenie geograficzne
Rośnie naturalnie na terenie Izraela – w dolinie Jordanu oraz w okolicach Jerycha. Według innych źródeł występuje także w Samarii, na Pustyni Judzkiej, w dolinie Morza Martwego, na wyżynie Negew, w dolinie Ha-Arawa oraz w okolicach Ejlatu.

## Morfologia
KwiatyKwitnie na żółto w marcu i kwietniu.

## Biologia i ekologia
Roślina jednoroczna. Naturalnym siedliskiem są pustynie.